# Perfección

Esta figura puede ser percibida por el ojo humano como perfectamente negra (es decir, sin reflejar luz) o un círculo perfecto (completamente redondo, sin imperfecciones).

La perfección es un estado, en diversas formas, de completitud, impecabilidad o suprema excelencia. Según el Diccionario de la lengua española, la voz «perfecto» significa ‘que tiene el mayor grado posible de bondad o excelencia en su línea’ o ‘que posee el grado máximo de una determinada cualidad o defecto’; así, «perfección» es la ‘cualidad de perfecto’.
El término se utiliza para designar una gama de conceptos diversos, aunque muchas veces relacionados. Estos temas se han abordado históricamente en diversas disciplinas discretas, en particular las matemáticas, la física, la química, la ética, la estética, la ontología y la teología.

## Término y concepto

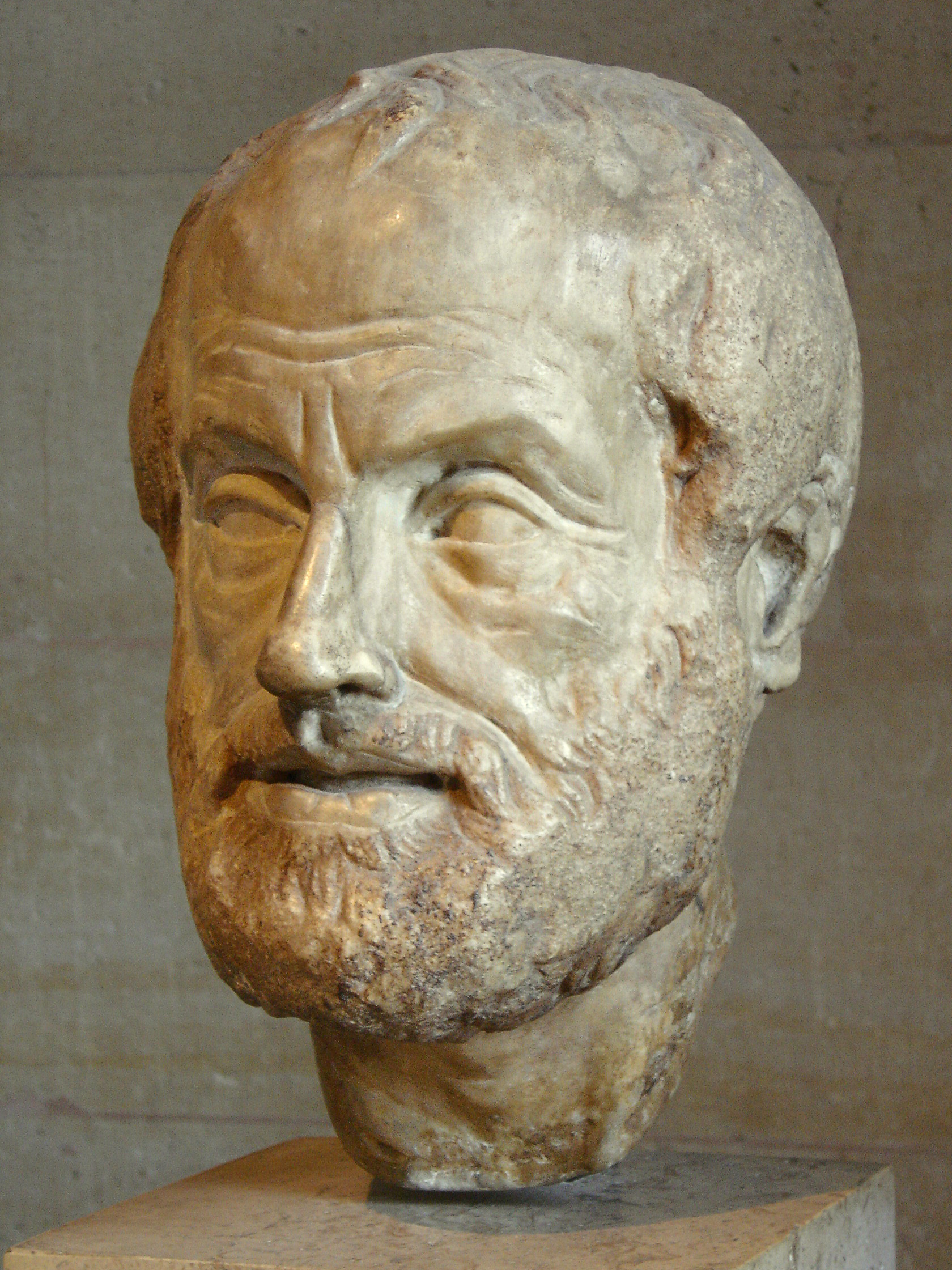
Aristóteles

La forma de la palabra fluctuó durante mucho tiempo en varios idiomas. La palabra «perfección» deriva del latín perfectio y «perfecto» de perfectus. Estas expresiones a su vez provienen de perficio: ‘terminar’, ‘poner fin’. Por lo tanto, perfectio significa literalmente ‘una finalización’, y perfect significa ‘acabado’, como en el lenguaje gramatical («perfecto»).
Muchas lenguas modernas han adoptado sus términos para el concepto de «perfección» del latín: el francés parfait y perfection; el italiano perfetto y perfezione; el español perfecto y perfección; el inglés perfect y perfection; el ruso совершенный (sovyershenniy) y совершенство (sovyershenstvo); el croata y el serbio savršen y savršenstvo; el checo dokonalost; el eslovaco dokonaly y dokonalost; el polaco doskonały y doskonałość.
La genealogía del concepto de «perfección» se remonta al griego. El equivalente griego del latín perfectus era teleos. Esta última expresión generalmente tenía referentes concretos, como un médico o un flautista perfecto, una comedia perfecta o un sistema social perfecto. Por eso el término griego teleiotes no estaba todavía tan cargado de asociaciones abstractas y superlativas como lo estaría el término latino perfectio o la moderna «perfección». Para evitar estas últimas asociaciones, el término griego generalmente se ha traducido como «completitud» en lugar de «perfección».
La definición más antigua de «perfección», bastante precisa y que distingue los matices del concepto, se remonta a Aristóteles. En el libro Delta de la Metafísica, distingue tres sentidos del término o más bien tres matices de un mismo sentido, pero en todo caso tres conceptos diferentes:
1. que es completo —que contiene todas las partes necesarias;
2. lo cual es tan bueno que nada podría ser mejor;
3. que ha alcanzado su propósito.
El primero de estos conceptos está bastante bien subsumido dentro del segundo. Sin embargo, entre estos dos y el tercero surge una dualidad conceptual. Esta dualidad fue expresada por Tomás de Aquino, en la Suma teológica, cuando distinguió una doble perfección: cuando una cosa es perfecta en sí misma —como él dijo, en su sustancia— y cuando sirve perfectamente a su propósito.
Las variantes del concepto de perfección habrían sido bastante similares durante dos mil años si no se hubieran confundido con otros conceptos afines. El principal de ellos era el concepto de aquello que es mejor: en latín, excellencia («excelencia»). En la Antigüedad, excellencia y perfectio formaban pareja; así, por ejemplo, a los dignatarios se les llamaba perfectissime, tal como ahora se les llama «excelencia». Sin embargo, estas dos expresiones de alta estima difieren fundamentalmente: excellencia es una distinción entre muchas e implica comparación; mientras que perfectio no implica comparación y, si algo se considera perfecto, entonces se lo considera así en sí mismo, sin comparación con otras cosas. Gottfried Wilhelm Leibniz, que pensó mucho en la perfección y sostuvo que el mundo era el mejor de los mundos posibles, no afirmó que fuera perfecto.

## Paradojas

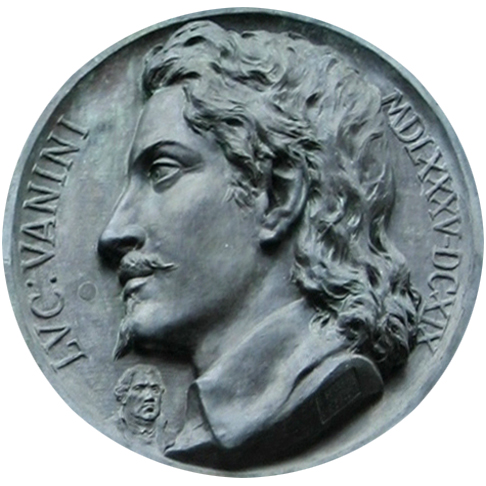
Vanini

La existencia paralela de dos conceptos de perfección, uno estricto («perfección», propiamente dicho) y otro laxo («excelencia»), ha dado lugar, quizá desde la Antigüedad pero ciertamente desde el Renacimiento, a una paradoja singular: que la mayor perfección es la imperfección. Esta fue formulada por Lucilio Vanini (1585-1619), quien tuvo un precursor en el escritor del siglo XVI Joseph Juste Scaliger, y ellos a su vez se refirieron al antiguo filósofo Empédocles. Su argumento, tal como lo expusieron los dos primeros, era que si el mundo fuera perfecto, no podría mejorar y, por lo tanto, carecería de «verdadera perfección», que depende del progreso. Para Aristóteles, «perfecto» significaba «completo» (‘nada que añadir ni quitar’). Para Empédocles, según Vanini, la perfección depende de lo incompleto (perfectio propter imperfectionem), ya que este último posee un potencial de desarrollo y de complementación con nuevas características (perfectio complementii). Esta visión se relaciona con la estética barroca de Vanini y Marin Mersenne: la perfección de una obra de arte consiste en obligar al receptor a ser activo, a complementar la obra de arte con un esfuerzo mental y de imaginación.
La paradoja de la perfección —que la imperfección es perfecta— se aplica no sólo a los asuntos humanos, sino también a la tecnología. Así, la irregularidad en los cristales semiconductores (una imperfección, en forma de contaminantes) es un requisito para la producción de semiconductores. La solución a la aparente paradoja reside en una distinción entre dos conceptos de «perfección»: el de regularidad y el de utilidad. La imperfección es perfecta en tecnología, en el sentido de que la irregularidad es útil.

## Números perfectos
Los números perfectos se han distinguido desde que los antiguos griegos los llamaban teleioi. Sin embargo, no había consenso entre los griegos sobre qué números eran «perfectos» ni por qué. Una visión compartida por Platón sostenía que 10 era un número perfecto. Los matemáticos, como los matemáticos y filósofos pitagóricos, propusieron al 6 como número perfecto.
Se pensó que el número 10 era perfecto porque hay 10 dedos en las dos manos. Se creía que el número 6 era perfecto por ser divisible de una manera especial: una sexta parte de ese número constituye la unidad; un tercio es dos; la mitad, tres; dos tercios (dimoiron) es cuatro; cinco sextos (pentamoiron) es cinco; seis es el entero perfecto. Los antiguos también consideraban al 6 un número perfecto porque el pie humano constituía una sexta parte de la altura de un hombre; por tanto, el número 6 determinaba la altura del cuerpo humano.

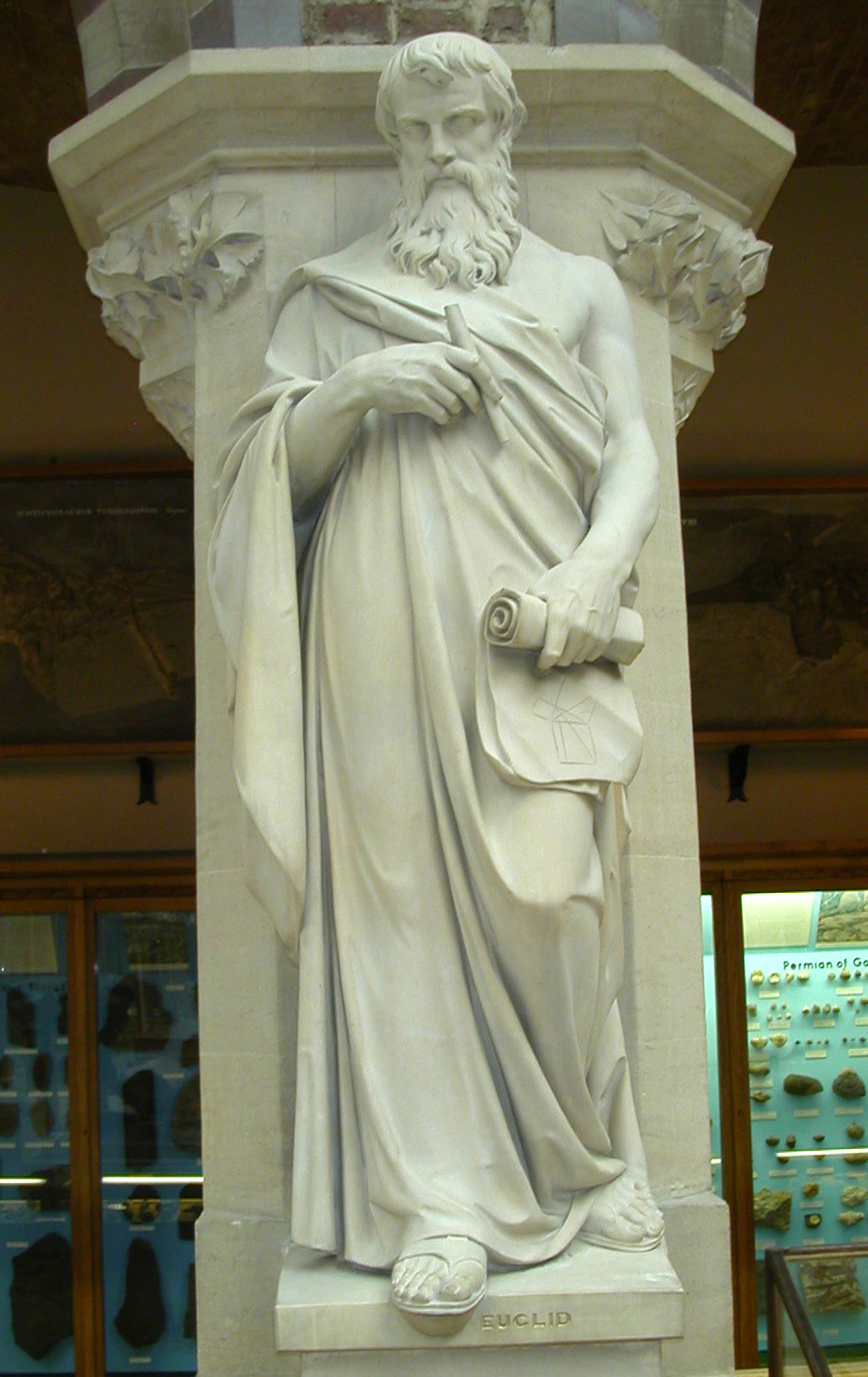
Euclides

De este modo, a ambos números, 6 y 10, se les atribuyó la perfección, tanto por razones puramente matemáticas como por su relevancia en la naturaleza. La creencia en la «perfección» de ciertos números sobrevivió a la Antigüedad, pero esta cualidad llegó a atribuirse también a otros números. La perfección del número 3 se volvió proverbial: omne trinum perfectum («los tres son perfectos»). Otro número, el 7, encontró un devoto en el papa Gregorio I del siglo VI, quien lo favoreció por razones similares a las de los matemáticos griegos que habían visto al 6 como un número perfecto y, además, por alguna razón, asoció el número 7 con el concepto de «eternidad».
Sin embargo, en la Edad Media defendió la perfección del 6: Agustín y Alcuino escribieron que Dios había creado el mundo en 6 días porque ese era el número perfecto.
Los matemáticos griegos habían considerado perfecto aquel número que era igual a la suma de sus divisores menores. Un número así no es ni 3 ni 7 ni 10, sino 6, pues 1 + 2 + 3 = 6.
Pero hay más números que muestran esta propiedad, como, por ejemplo, 28: 1 + 2 + 4 + 7 + 14 =  28. Se hizo habitual llamar a estos números «perfectos». Euclides incluso dio una fórmula para los números «perfectos»:
N p = 2 p − 1 (2 p − 1)
donde p y 2 p − 1 son números primos.
Euclides había enumerado los primeros cuatro números perfectos: 6 28 496 y 8128. Un manuscrito de 1456 dio el quinto número perfecto: 33 550 336. Poco a poco los matemáticos encontraron más números perfectos, que son muy raros. En 1652, el erudito polaco Jan Brożek observó que no existía ningún número perfecto entre 104 y 107.
A pesar de más de 2000 años de estudio, todavía no se sabe si existen infinitos números perfectos o si hay algunos impares.
Hoy en día el término «número perfecto» tiene un carácter meramente histórico y se utiliza en aras de la tradición. Estos números peculiares habían recibido el nombre debido a su analogía con la construcción del hombre, que se consideraba la creación más perfecta de la naturaleza y sobre todo debido a su propia regularidad peculiar. Por eso, se les había dado ese nombre por las mismas razones que a los objetos perfectos de la naturaleza y a los edificios y estatuas perfectamente proporcionados creados por el hombre; los números habían llegado a llamarse «perfectos» para enfatizar su regularidad especial.
Los matemáticos griegos habían llamado a estos números «perfectos» en el mismo sentido en que los filósofos y artistas utilizaban la palabra. Jamblich (In Nicomachi arithmeticam, Leipzig, 1894) afirma que los pitagóricos habían llamado «matrimonio», «salud» y «belleza» al número 6, debido a la armonía y concordancia de ese número.
Los números perfectos comenzaron a ser tratados desde tiempos inmemoriales como la medida de otros números: aquellos en los que la suma de los divisores es mayor que el número mismo, como en el 12, han sido llamados «redundantes» (redundantio) —ya desde Teón de Esmirna, ca. 130 d. C.—, «más que perfectos» (plus quam perfecti) o «números abundantes», y aquellos cuya suma de divisores es menor, como en 8, han sido llamados «números deficientes» (deficientes).
Hasta el 7 de diciembre de 2018, se habían identificado 51 números perfectos.

## Física y química

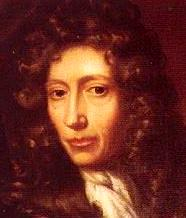
Boyle

Una variedad de conceptos físicos y químicos incluyen, en sus nombres, la palabra «perfecto».
Los físicos designan como cuerpo perfectamente rígido a aquel que «no se deforma por las fuerzas que se le aplican», con plena conciencia de que se trata de un cuerpo ficticio, que tal cuerpo no existe en la naturaleza. El concepto es un constructo ideal.
Un cuerpo perfectamente plástico es aquel que se deforma infinitamente bajo una carga constante correspondiente al límite de plasticidad del cuerpo: se trata de un modelo físico, no de un cuerpo observado en la naturaleza.
Un cuerpo perfectamente negro sería aquel que absorbiera completamente la radiación que incide sobre él, es decir, un cuerpo con un coeficiente de absorción igual a la unidad.
Un cristal es perfecto cuando sus paredes físicamente equivalentes están igualmente desarrolladas; tiene una estructura perfecta cuando responde a los requisitos de simetría espacial y está libre de defectos estructurales, dislocaciones, lagunas y otros fallos.
Un fluido perfecto es aquel que es incompresible y no viscoso; este, nuevamente, es un fluido ideal que no existe en la naturaleza.
Un gas perfecto es aquel cuyas moléculas no interactúan entre sí y que no tienen volumen propio. Así, un gas con estas propiedades es ficticio, como lo son los cuerpos perfectamente sólidos, rígidos, plásticos y negros. Se denominan «perfectos» en el sentido estricto de la palabra (no metafórico). Todos estos son conceptos necesarios en física, en la medida en que son limitantes, ideales, ficticios, en la medida en que establecen el extremo al que la naturaleza puede aproximarse como máximo.
En un sentido más amplio, se llaman «perfectas» a las cosas reales si se aproximan más o menos de cerca a la perfección, aunque no lo sean, estrictamente hablando.
La relación de estos cuerpos perfectos con los reales puede ilustrarse mediante la relación de un gas perfecto con uno real. La ecuación de estado de un gas perfecto es una primera aproximación a una ecuación de estado cuántico que resulta de la física estadística. Así, dentro de límites clásicos, la ecuación de estado de un gas real asume la forma de la ecuación de estado de un gas perfecto, es decir, la ecuación de estado de un gas perfecto describe un gas ideal (que comprende puntos, es decir, moléculas adimensionales que no actúan entre sí).
La ecuación del gas perfecto surgió del trabajo de Robert Boyle, Edme Mariotte y Joseph Louis Gay-Lussac, quienes, al estudiar las propiedades de los gases reales, encontraron fórmulas que sólo eran aplicables a un gas ideal, perfecto.

## Ética

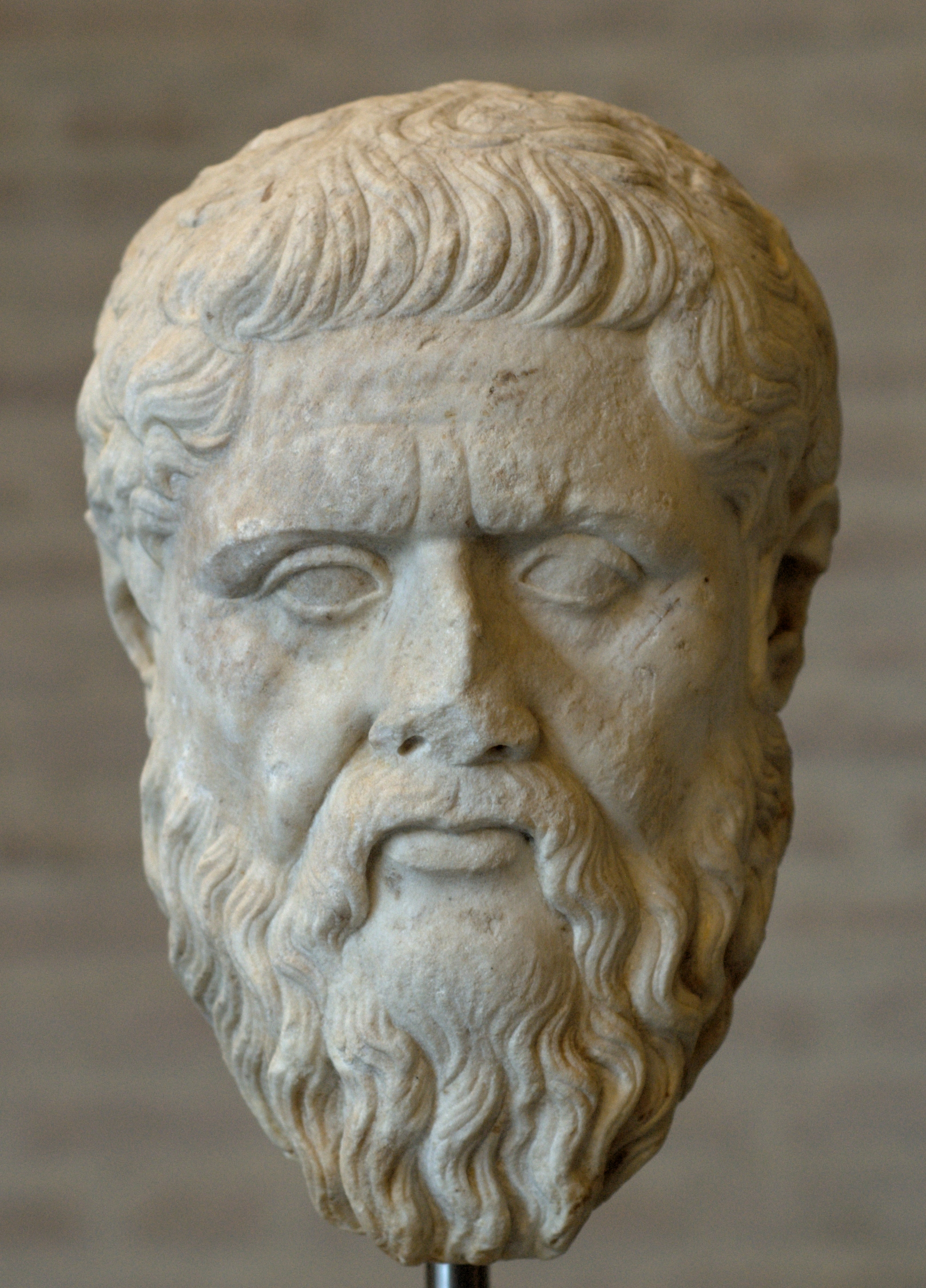
Platón

La cuestión ética de la perfección no se refiere a si el hombre es perfecto, sino a si debería serlo. Y si así fuera, ¿cómo se lograría esto?
Platón rara vez utilizó el término «perfección», sino el concepto de «bien», central en su filosofía, equivalía a «perfección». Creía que la aproximación a la idea de perfección hace que las personas sean perfectas.
Poco después, los estoicos introdujeron expresamente en la ética el concepto de perfección, describiéndolo como armonía: con la naturaleza, la razón y el propio hombre. Sostenían que esa armonía, esa perfección, era alcanzable para cualquiera.
Platón y los estoicos habían hecho de la perfección un lema filosófico. Pronto se transformaría, en el cristianismo, en una religión.
La doctrina cristiana de la perfección se encuentra en los Evangelios así como en otras partes de la Biblia. Mateo 5:48 dice: «Sed, pues, vosotros perfectos, como vuestro Padre que está en los cielos es perfecto». Los primeros escritos cristianos, especialmente los de Pablo, están repletos de llamados a la perfección. Muchas de ellas están recogidas en un discurso de Agustín, De perfecte iustitiae hominis. Comienzan ya en el Antiguo Testamento: «Perfecto serás delante de Jehová tu Dios» (Deuteronomio 18:13). En otros pasajes, los sinónimos de «perfección» son «sin mancha», «sin reproche», «sin defecto», «irreprensible», «santo», «justo», «intachable», «irreprensible».

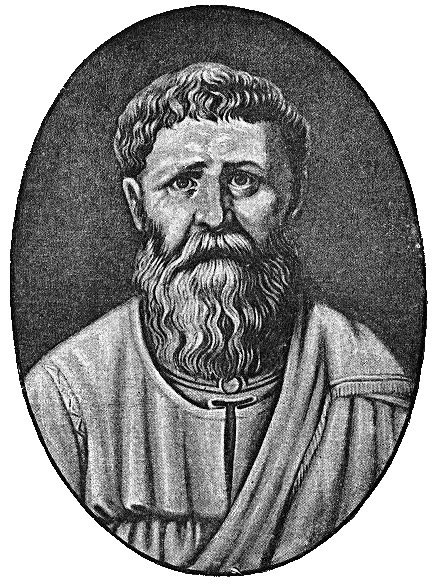
Agustín

Agustín explica que no sólo se llama propiamente perfecto y sin defecto a aquel que ya es perfecto, sino también a aquel que se esfuerza sin reservas en alcanzar la perfección. Se trata de un concepto más amplio, de perfección aproximada, parecido al utilizado en las ciencias exactas. La primera perfección antigua y cristiana no estaba muy alejada de la autoperfección moderna. De hecho, Ambrosio escribió sobre los grados de perfección (gradus piae perfectis).
Junto con la idea de perfección, las Sagradas Escrituras transmitían dudas sobre si la perfección era alcanzable para el hombre. Según 1 Juan 1:8, «Si decimos que no tenemos pecado, nos engañamos a nosotros mismos, y la verdad no está en nosotros». De manera similar, Jesús dijo en Mateo 19:17: «Él le dijo: ¿Por qué me llamas bueno? Ninguno hay bueno sino uno: Dios […]». Si bien Jesús no niega que él mismo sea bueno, sí pone en tela de juicio la idea de que alguien más que Dios pueda ser bueno y mucho menos perfecto. Así escribió Jerónimo: Perfectio vera in coelestibus («la verdadera perfección se encuentra sólo en el cielo»).
Ya en el siglo V d. C., surgieron dentro de la Iglesia dos puntos de vista distintos sobre la perfección: que el hombre puede alcanzarla en la tierra por sus propios poderes y que sólo puede lograrse por medio de gracia divina especial. La primera visión, defendida por Pelagio, fue condenada en el año 417 d. C.; la segunda, defendida por Agustín, prevaleció a principios del siglo V y se convirtió en una norma.
Sin embargo, la Iglesia no condenó los escritos del Pseudo Areopagita, supuestamente el primer obispo de Atenas, que expresaba una posibilidad natural para el hombre de elevarse a la perfección, a la contemplación de Dios. Y así, durante siglos, dos puntos de vista lucharon dentro de la Iglesia.
Así como para los filósofos antiguos la esencia de la perfección había sido la armonía, para el Evangelio y los teólogos cristianos era la caridad o el amor. Pablo escribió en la Epístola a los Colosenses 3:14: «Y sobre todas estas cosas vestíos de caridad, que es el vínculo de la perfección».
Gregorio escribió que la perfección se alcanzará sólo después de que se complete la historia: sólo entonces «el mundo será bello y perfecto». Sin embargo, cada uno debe encontrar su propio camino hacia la perfección, hacia la santidad. Los discursos sobre teología moral y ascetismo fueron generosos con consejos sobre cómo hacerlo.
El concepto medieval de perfección y autoperfección, especialmente en su forma madura, puede resultar natural para el hombre moderno. Tal como lo formuló Peter Lombard, este concepto implica que la perfección es resultado del desarrollo. Y como lo describe Egidio Romano, la perfección no sólo tiene fuentes personales (personalia) sino también sociales (secundum statum). Dado que el individuo se forma dentro de una sociedad, la segunda perfección subsume a la primera, de acuerdo con el «orden del universo» (ordo universi). La perfección social es obligatoria para el hombre, mientras que la perfección personal sólo le conviene.
Las tesis sobre la perfección persisten en la Iglesia hasta nuestros días. La primera condición para la perfección es el deseo de ella. También es necesaria la gracia, pero Dios la da a quienes desean la perfección y se esfuerzan por alcanzarla. Otra condición para la perfección es la constancia en el esfuerzo y el esfuerzo. Dijo Agustín: «Quien se detiene, retrocede». Y el esfuerzo es necesario no sólo en las cosas grandes, sino también en las más pequeñas; el Lucas 16:10 dice: «El que es fiel en lo muy poco, también en lo más es fiel; y el que en lo muy poco es injusto, también en lo más es injusto». Una ayuda para acercarse a la perfección es la conciencia de la perfección de Dios y de la propia imperfección.

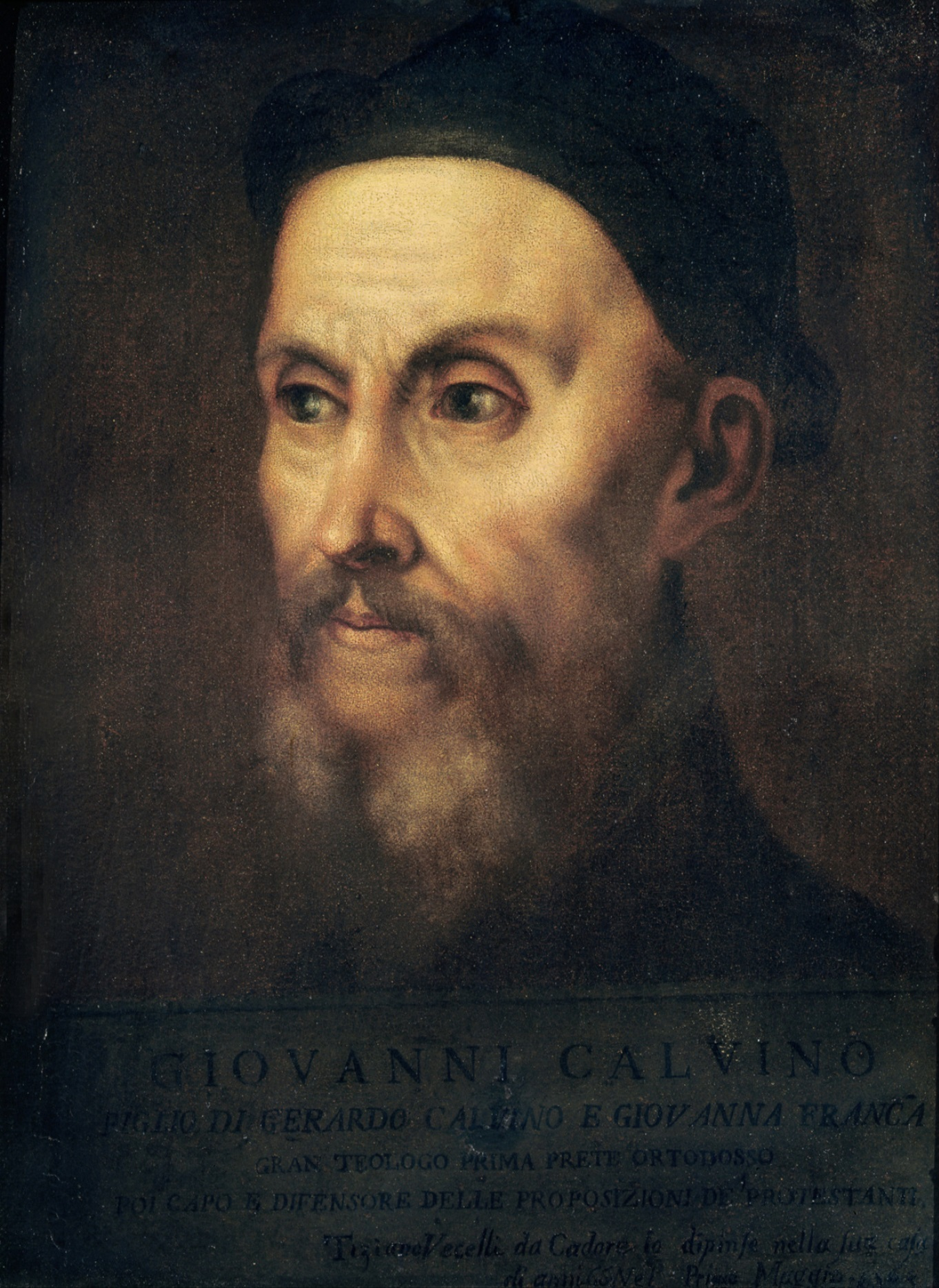
Calvino

El siglo XIV fue testigo, con los escotistas, de un cambio en el interés desde la perfección moral a la perfección ontológica; el siglo XV, particularmente durante el Renacimiento italiano, de un cambio hacia la perfección artística.
La primera mitad del siglo XVI fue testigo del condicionamiento completo que Juan Calvino hizo de la perfección del hombre a la gracia de Dios.
La segunda mitad del siglo XVI trajo consigo la Contrarreforma, el Concilio de Trento y el retorno del concepto católico; también de intentos heroicos de alcanzar la perfección a través de contemplación y mortificación. Esta fue la época de Ignacio de Loyola y de la fundación de la Orden de los Jesuitas, de Teresa de Ávila (1515-1582) y Juan de la Cruz (1542-1591) y de la fundación en 1593 de las Carmelitas Descalzas. Este fue el punto culminante en la historia de la idea cristiana de la perfección; al mismo tiempo, fue el punto terminal, ya que pronto comenzaron los intentos de reformar la idea.
La primera mitad del siglo XVII fue testigo de intentos de reforma católica de la idea de perfección. Esta fue la época de Cornelio Jansenio (1585-1638) y del jansenismo, de una creencia creciente en la predestinación y en la imposibilidad de la perfección sin la gracia.
Con la segunda mitad del siglo XVII se produjo un mayor desarrollo de la doctrina de la predestinación: la doctrina del «quietismo». La perfección se puede alcanzar a través de una espera pasiva de la gracia en lugar de un esfuerzo activo. Esta teoría, formulada en España por Miguel de Molinos (ca. 1628 - 1697), se difundió en Francia, donde fue defendida por Madame Guyon (1648-1717) y durante un tiempo atrajo a François Fénelon.
El siglo XVIII supuso un cambio radical en la idea de la perfección moral. La fe en ella permaneció, pero cambió su carácter, de religioso a secular. Esta perfección secular del siglo XVIII fue un artículo de fe fundamental para la Ilustración. Su principio central era que la naturaleza era perfecta; así, perfecto también era el hombre que vivía en armonía con las leyes de la naturaleza.
Se consideraba que el hombre primitivo era el más perfecto porque era el más cercano a la naturaleza. La perfección estaba detrás del hombre actual, más bien que delante de él, porque la civilización alejaba al hombre de la perfección en lugar de acercarlo a ella.
Sin embargo, una segunda interpretación adoptó el punto de vista contrario: la civilización perfeccionó al hombre acercándolo a la razón, y por ende a la naturaleza, pues la razón dirigiría la vida con la debida consideración a las leyes de la naturaleza.
La primera visión retrospectiva de la perfección tenía antecedentes en la Antigüedad: Hesíodo y Ovidio habían descrito una «edad de oro» que había existido al principio de los tiempos y que había sido sucedida por las edades de plata, cobre y hierro, cada una inferior a la anterior. La renovación de esta visión ahora, después de dos milenios, fue estimulada por el contacto europeo con los pueblos «primitivos» de la América. Jean-Jacques Rousseau fue sólo uno de los muchos que escribieron en un tono similar.
Estas dos escuelas de pensamiento de mediados del siglo XVIII —una que veía la perfección en la naturaleza y en el pasado y la otra en la civilización y en el futuro— representaban una reacción no contra la idea de la perfección, sino contra su interpretación trascendental: así como antes la medida de la perfección había sido la idea de Dios, ahora lo era la idea de la naturaleza o de la civilización. Fue esta última idea la que finalmente prevaleció y pasó al siglo XIX como el legado de la Ilustración.
La idea de la perfección como algo trascendental desapareció; sólo contaba la perfección mundana. La idea de que la perfección era una cuestión de gracia también quedó en el olvido: el hombre mismo debe esforzarse por alcanzarla; si un solo hombre no puede lograrla, entonces tal vez la humanidad pueda. Así como Dios había sido la medida de la perfección durante la Edad Media, ahora lo era el hombre: la medida se había hecho más pequeña, más accesible. Para el pensamiento del siglo XIX, esa perfección humana y mundana podría, en última instancia, ser alcanzable para todos. Si no la perfección, entonces la mejora. Este sería el gran concepto de la era moderna.
A mediados del siglo XVIII se produjo un excepcional y momentáneo alejamiento de la idea de perfección. Estaba en la Enciclopedia francesa. La entrada «Perfección» (vol. XII, 1765) sólo se refería a la perfección técnica, en el sentido de la adecuación de los productos humanos a las tareas que se les habían encomendado; no se hacía mención de la perfección ontológica, moral o estética.
Por lo demás, el siglo XVIII vio grandes declaraciones que defendían la futura perfección del hombre, como en Idee zu einer allgemeinem Geschichte (1784) de Immanuel Kant y Ideen (1784/91) de Johann Gottfried Herder.
Se esperaba que la perfección se lograra por diversos medios. En parte se daría por medio del desarrollo y el progreso naturales (la visión defendida por David Hume), pero más aún por medio de la educación (los precursores de esta visión incluyeron a John Locke, David Hartley y los líderes de la Ilustración polaca) y por medio de la acción estatal manifiesta (Claude Adrien Helvétius, más tarde Jeremy Bentham); se confiaba en la cooperación entre las personas (Charles Fourier, 1808) y más tarde en la eugenesia (Francis Galton, 1869). Aunque los fundamentos de la fe en la futura perfectibilidad del hombre cambiaron, la propia fe persistió. Conectó a la gente de la Ilustración con los idealistas y románticos —con Johann Gottlieb Fichte, Georg Wilhelm Friedrich Hegel, los mesianistas polacos— así como con los positivistas y evolucionistas del siglo XIX; Herbert Spencer escribió una gran nueva declaración defendiendo la futura perfección del hombre.
Sin embargo, la idea de la perfectibilidad humana se había vuelto más amplia. El hombre alcanzaría una mayor perfección, en el sentido de que viviría más raciona, sana, feliz y cómodamente, pero no había un término adecuado para esta nueva concepción, ya que el término «perfección» tenía un matiz moral, mientras que el nuevo objetivo era más intelectual, físico y social.
En 1852, John Henry Newman, futuro cardenal británico, escribió que sería bueno que el inglés, como el griego, tuviera un término para expresar la perfección intelectual, análogamente al término «salud», que se refiere al estado físico del hombre, y al de «virtud», que habla de su naturaleza moral. Durante el siglo XIX, los alemanes llamarían a la perfección así interpretada «cultura» (Kultur) y los franceses la llamarían «civilización» (civilisation).
Uno de los elementos de la perfección, en su nueva construcción, es la salud, entendida por la Organización Mundial de la Salud como «un estado de completo bienestar físico y mental».
Sin embargo, los crecientes logros de la biología contemporánea no han desbancado el antiguo interés en la perfección moral, con la importante distinción de que el objetivo ahora no es tanto la perfección como la mejora. Un exponente clásico de esta visión a principios del siglo XIX fue Fichte.
Los avances de la ciencia y la tecnología en los siglos XX y XXI parecen haber ido acompañados en cierta medida de actitudes cada vez más pluralistas. El filósofo polaco Władysław Tatarkiewicz (1886-1980) indicó que «exigir a alguien que se esfuerce por alcanzar la perfección parece tan inapropiado como culparlo por no esforzarse por lograrla». Este esfuerzo, añade, «es con frecuencia egocéntrico y produce peores resultados morales y sociales que un comportamiento orientado hacia el exterior que no se basa en la autoperfección, sino en la buena voluntad y la amabilidad hacia los demás».

## Estética
Los antiguos griegos consideraban que la perfección era un requisito para la belleza y el arte. Los pitagóricos sostenían que la perfección se encontraba en las proporciones adecuadas y en una disposición armoniosa de las partes. La idea de que la belleza y el arte se caracterizaban por la perfección fue posteriormente adoptada por Platón, quien creía que el arte debía ser «apto, apropiado, sin desviaciones»; en resumen, «perfecto».
Partiendo de la convicción de que la perfección era una cualidad única, los pitagóricos, Platón y sus seguidores sostenían que la belleza también era una cualidad única; por tanto, para cada tipo de arte sólo había una forma perfecta y adecuada. Plutarco afirmó en De Musica que, durante la época griega temprana, las armonías musicales que se reconocían como perfectas eran legalmente vinculantes en las interpretaciones públicas.
De manera similar, existían órdenes establecidos en la arquitectura de los templos a partir del siglo V a. C. Existían proporciones establecidas para los templos dóricos y los jónicos. Del mismo modo, en la escultura, durante siglos fue un dogma que ciertas proporciones del cuerpo humano eran perfectas y obligatorias.
También existía la creencia predominante de que ciertas formas y proporciones eran en sí mismas perfectas. Platón creía que la proporción perfecta era la relación entre el lado y la diagonal de un cuadrado. Su autoridad era tan grande que los arquitectos y otros artistas continuaron utilizando esta proporción, incluso ignorando su origen, hasta la Edad Media.

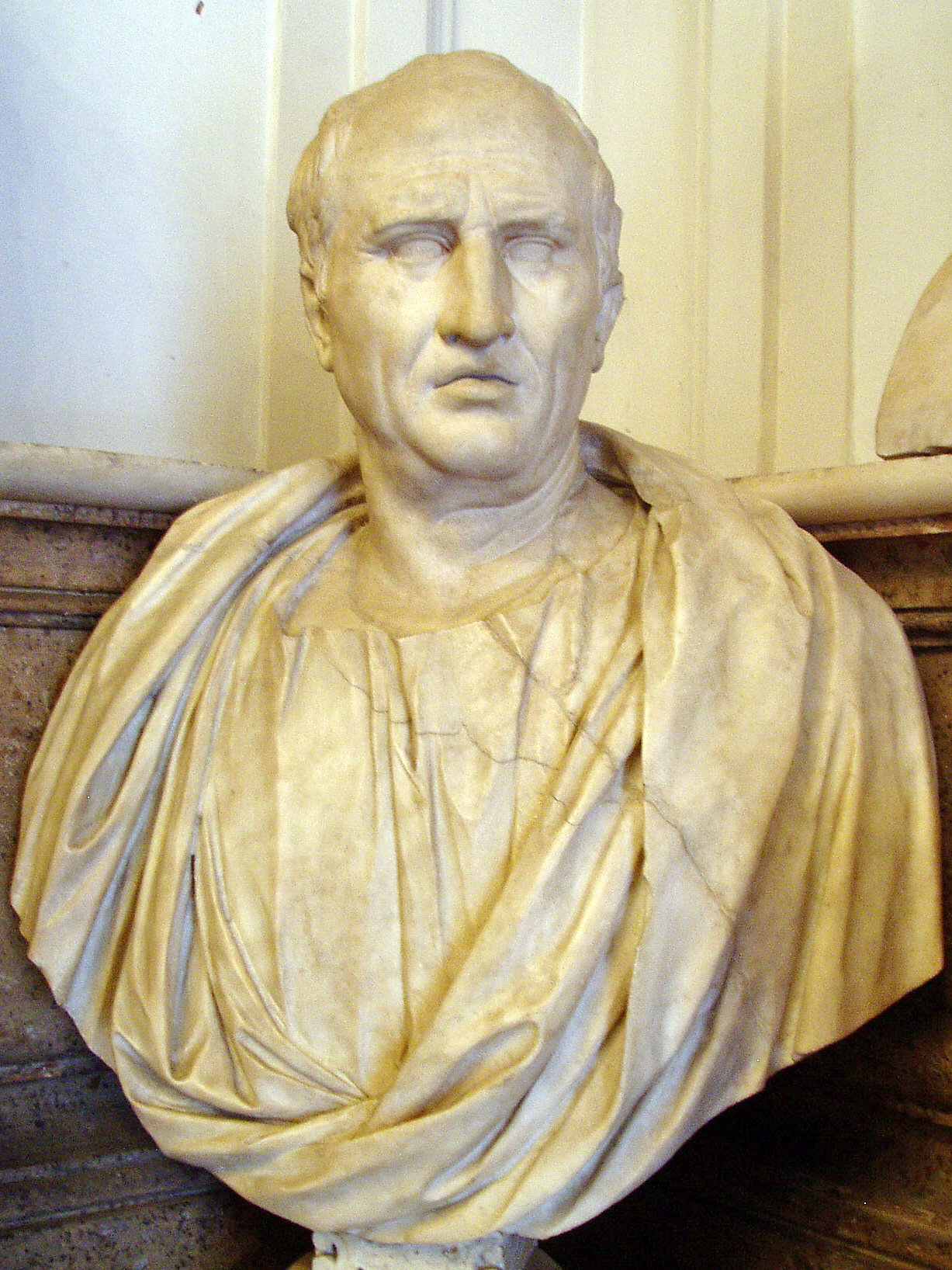
Cicerón

Otra idea temprana, que sería adoptada por muchos escritores y artistas ilustres de diversos períodos, encontró perfección en el círculo y la esfera. Aristóteles escribió en Physica que el círculo era «la forma perfecta, primera y más bella». Cicerón escribió en De Natura Deorum (Sobre la naturaleza de los dioses): «Dos formas son las más distintivas: de los sólidos, la esfera... y de las figuras planas, el círculo... No hay nada más acorde que estas formas».
En un comentario a De coelo et mundo (Sobre los cielos y la tierra) de Aristóteles, el polaco medieval Jan de Słupcza escribió: «El cuerpo más perfecto debe tener la forma más perfecta y tal [cuerpo] es el cielo, mientras que la forma más perfecta es la forma redonda, pues no se le puede añadir nada». En la famosa obra ilustrada Les très riches heures du duc de Berry, el paraíso se describe como contenido dentro de una esfera ideal.
El arquitecto renacentista Sebastiano Serlio (1475-1554) afirmó: «La forma redonda es la más perfecta de todas».
El reconocido arquitecto del siglo XVI, Andrea Palladio, sostenía que la forma «más perfecta y más excelente» era «la forma redonda, ya que de todas las formas es la más simple, la más uniforme, la más fuerte, la más espaciosa» y «es la más adecuada para representar la unidad, la infinitud, la uniformidad y la justicia de Dios». Se trataba del mismo pensamiento que se manifestaba en Jan de Słupcza y en Serlio, una perdurabilidad poco común.
La Edad Media, tanto la románica como la gótica, estuvo muy influenciada por la idea de la perfección, pero una verdadera explosión del imperativo de perfección llegó con el Renacimiento.
La estética renacentista ponía menos énfasis que la estética clásica en la unidad de las cosas perfectas. Baldassare Castiglione, en su Cortesano, escribió que Leonardo, Andrea Mantegna, Rafael, Miguel Ángel y Giorgione, «cada uno de ellos es diferente de los demás, pero cada uno es el más perfecto [perfectissimus] en su estilo».

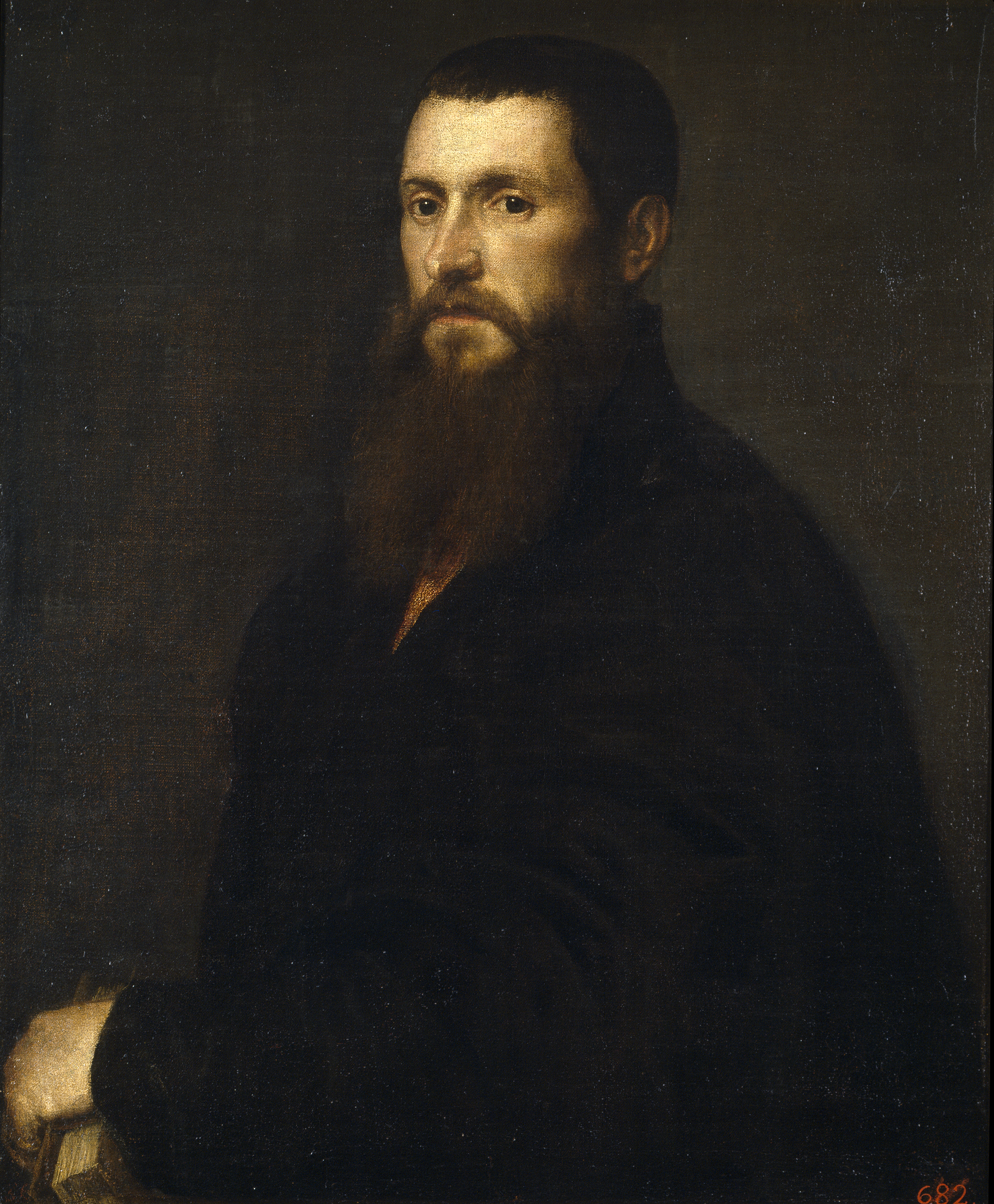
Daniele Barbaro

El arquitecto y erudito Leone Battista Alberti escribió en De architectura que «el arte de construir... en Italia [había] alcanzado una madurez perfecta», que los antiguos romanos habían «creado un arte de construir tan perfecto que no había nada misterioso en él, oculto o poco claro». Esta era otra formulación más del concepto de perfección.
Daniele Barbaro, en su traducción de Vitruvio de 1567, definió clásicamente la perfección como «aquello a lo que nada le falta y a lo que nada se puede añadir».
El Renacimiento mostró una marcada preocupación por la preeminencia de la perfección. Leonardo concluyó que la pintura era la más perfecta de las artes. En 1546 Benedetto Varchi comparó a los grandes maestros en las artes. Otros compararon el arte y la ciencia, el arte y la naturaleza y la perfección de las artes de los antiguos modernos con la de los maestros. En el siglo XVI se hicieron comparaciones de su música, en el XVII de sus artes plásticas y, sobre todo, de su poesía. Estas comparaciones interpretaron la perfección de manera bastante vaga; por ejemplo, los arquitectos trataron este concepto de una manera más estricta.
El Renacimiento distinguió una variedad de propiedades en la perfección. Se sostuvo de diversas maneras:
- una propiedad objetiva (Petrarca, que opuso la perfección a otras cualidades estéticas como la gracia);
- más propio del arte que de la naturaleza (Vasari);
- una propiedad rara (Alberti consideraba que ni siquiera la arquitectura griega había alcanzado la perfección);
- una propiedad de la obra en su conjunto más que de sus partes (Alberti);
- una conjunción de muchos valores (Lodovico Dolce pensó que Rafael era perfecto porque tenía un talento múltiple, a diferencia del unilateral Miguel Ángel);
- algo que requería no sólo talento sino arte, es decir, habilidad (Vasari);
- no es el único valor de una obra de arte (Vasari diferenciaba la perfección de la gracia; los platónicos renacentistas como Ficino consideraban la perfección como un atributo divino).[30]

En la visión ecléctica del Renacimiento tardío, la perfección de una obra requeriría unir los talentos de muchos artistas. Paolo Pino sostenía que sólo sería perfecto aquel pintor que combinara los talentos de Tiziano y Miguel Ángel.
El concepto de perfección era más difícil de aplicar a la literatura renacentista, pero se volvió tan común (muchas veces vinculado a excelente) que llegó a ser banal. Su frecuente aplicación trajo consigo su relativización e incluso su subjetivación.
A partir de Serlio y Palladio, la perfección en el arte se había vuelto menos importante, menos definida, menos objetiva. El afán de perfección ya no tenía para los hombres de letras la importancia que tuvo para los grandes arquitectos, aunque en el siglo XVII todavía se veneraba la perfección, como lo demuestra la aparición de esa palabra en los títulos de los libros: De perfecta poesi del poeta polaco Maciej Kazimierz Sarbiewski (1595-1640), Le peintre parfait (1767 de André Félibien e Idée de la perfect de la peinture (1662) de Fréart de Chambray.
Sarbiewski propuso varias tesis: la poesía no sólo imita las cosas perfectissime («lo más perfectamente»), sino que las imita como deben ser perfectissime en la naturaleza; el arte perfecto se reconoce por su concordancia con la naturaleza, así como por su universalidad; el arte es tanto más perfecto cuanto más noble (nobilior) es su manera de representar las cosas; es tanto más perfecto cuanto más verdades contiene; la perfección tiene varios grados: es mayor en poesía que en prosa.
En el clasicismo, especialmente en el clasicismo francés del siglo XVII, la perfección, de ser un ideal alcanzable por pocos, se convirtió en una obligación para todos los autores. Como el criterio de perfección se había rebajado, «perfección» ahora significaba sólo corrección. En la devaluación que siguió, no bastaba que el arte fuera perfecto, debía ser perfectissima.
La perfección, que antes era la caracterización suprema de una obra de arte, ahora se convirtió en una de muchas caracterizaciones positivas. Cesare Ripa, en su Iconologia (publicada en 1593, pero típica del siglo XVII), presentó a la perfezione como un concepto de igual estatus que la gracia (grazia), la belleza (venustà) y la belleza (bellezza).
El alumno de Leibniz, Christian Wolff, en su Psicología, escribió que la belleza consiste en la perfección y que por eso la belleza es fuente de placer. Ninguna teoría estética general que nombrara explícitamente la perfección había sido formulada jamás por ninguno de sus devotos, desde Platón hasta Palladio.

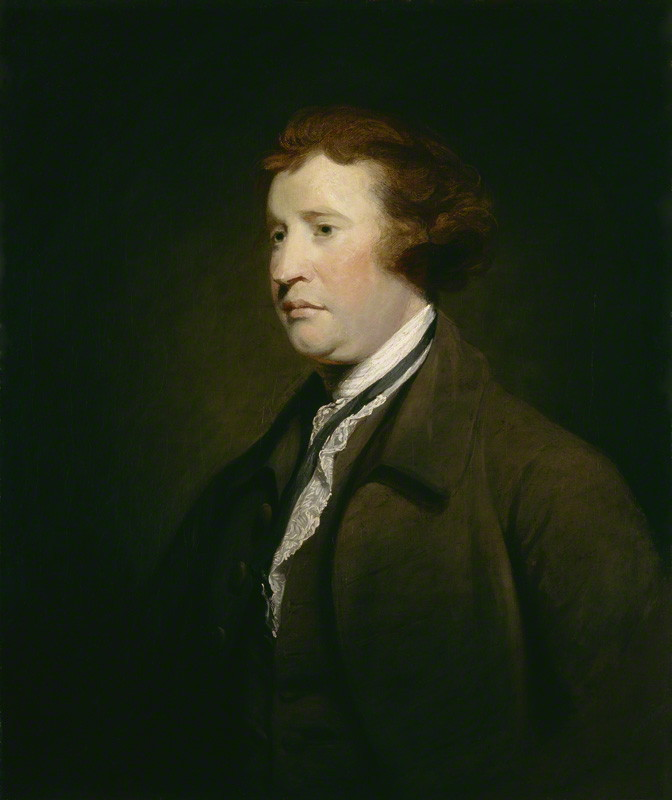
Edmund Burke

La teoría de Wolff sobre la belleza como perfección fue desarrollada por el principal esteticista de la escuela, Alexander Gottlieb Baumgarten. Esta tradición se mantuvo activa en Alemania hasta tiempos de Gotthold Ephraim Lessing, quien consideraba que tanto la belleza como la sublimidad eran ideas de perfección: cuando prevalecía la unidad, surgía la belleza; cuando prevalecía la pluralidad, surgía la sublimidad.
En la última parte del siglo XVIII, Immanuel Kant escribió mucho en su Crítica del juicio acerca de la perfección: interna y externa, objetiva y subjetiva, cualitativa y cuantitativa, percibida clara y oscuramente, la perfección de la naturaleza y la del arte. Sin embargo, en estética Kant encontró que «el juicio del gusto [es decir, el juicio estético] es completamente independiente del concepto de perfección», es decir, la belleza es algo diferente de la perfección.
A principios del siglo XVIII, el principal esteta francés, Denis Diderot, se preguntó si la perfección era una idea más comprensible que la belleza. Jean-Jacques Rousseau había tratado la perfección como un concepto irreal y escribió a Jean le Rond d'Alembert: «No busquemos la quimera de la perfección, sino aquello que es lo mejor posible».
En Inglaterra, en 1757, el esteta Edmund Burke negó que la perfección fuera la causa de la belleza. Todo lo contrario, argumentó que la belleza casi siempre implicaba un elemento de imperfección; por ejemplo, las mujeres, para aumentar su atractivo, enfatizaban su debilidad y fragilidad, es decir, su imperfección.
El siglo XVIII fue el último en el que la perfección se discutió como un concepto principal en la estética. Tiempo después, en el siglo XIX, la perfección sobrevivió sólo de forma vestigial, como expresión general de aprobación. Alfred de Musset sostenía que «la perfección no es más alcanzable para nosotros que la infinitud. No hay que buscarla en ninguna parte: ni en el amor, ni en la belleza, ni en la felicidad, ni en la virtud; en la medida en que eso sea posible para el hombre, hay que amarla, para ser virtuoso, bello y feliz».
En el siglo XX, Paul Valéry opinó que: «Esforzarse por alcanzar la perfección, dedicar un tiempo infinito a una obra, fijarse —como Goethe— una meta inalcanzable, son todos intentos que están excluidos por el modelo de la vida moderna».
La desestimación de la cuestión de si los artistas pueden alcanzar la perfección, dejó todavía la pregunta: ¿Los artistas quieren alcanzarla? ¿Ese es su verdadero objetivo? Algunos artistas, escuelas y épocas habían aspirado a la perfección. Otros habían alimentado otros objetivos: pluralismo, novedad, sensaciones poderosas, fidelidad a la verdad, autoexpresión y expresión del mundo, creatividad y originalidad, todo lo cual puede resumirse aproximadamente como «expresión».
Ha habido épocas de perfección y también de expresión. Las artes de la antigua Grecia, el Renacimiento y el neoclasicismo eran consideradas artes de perfección. Posteriormente, en los períodos manierista, barroco y romántico prevaleció la expresión.

## Ontología y teología

### Etapa clásica
El filósofo griego Anaximandro describió el mundo como «infinito» (apeiron) y Jenófanes como «el más grande» (megistos), pero, aunque atribuían grandes cualidades al mundo, no lo consideraban perfecto.

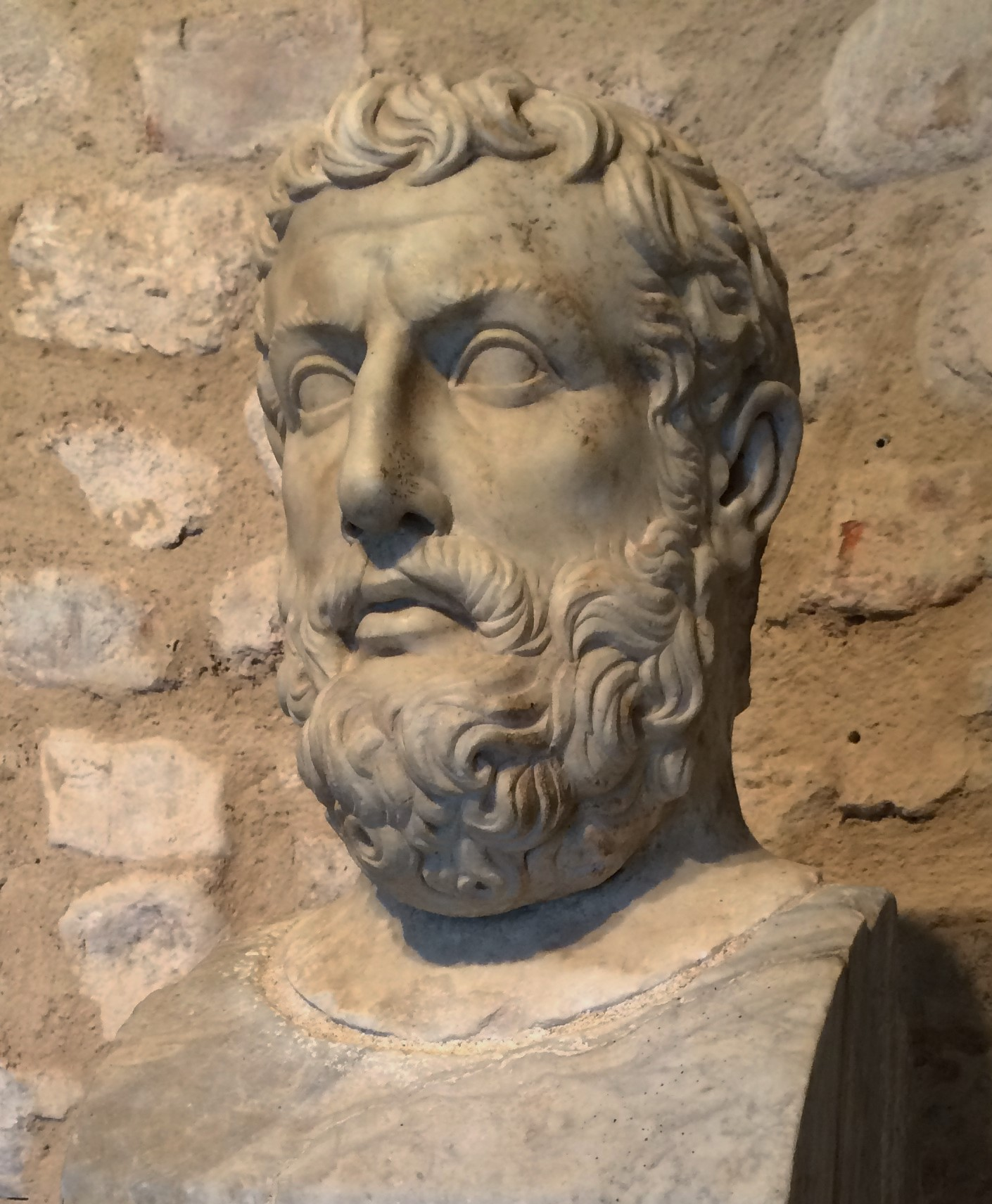
Parménides

Sólo Parménides parece haber considerado que la existencia estaba tetelesmenon («terminada»); Meliso, su sucesor en la escuela eleática, dijo que la existencia «estaba enteramente» (pan esti). Así, ambos veían la perfección en la existencia; la verdadera existencia era una, constante, inmutable. Además, Parménides pensaba que el mundo era finito, limitado en todas direcciones y como una esfera, lo que era una señal de su perfección.
La visión de Parménides fue adoptada hasta cierto punto por Platón, quien pensaba que el mundo era obra de un buen Demiurgo y que por eso en el mundo reinaba el orden y la armonía. El mundo era lo mejor, lo más bello, perfecto. Tenía una forma perfecta (esférica) y un movimiento perfecto (circular).
No obstante, Platón no dijo nada acerca de que el Demiurgo, arquitecto del mundo, fuera perfecto, lo cual es comprensible, pues la perfección implica finitud, límites; mientras que es el mundo, no su creador, el que tiene límites. Aristóteles sostenía una visión similar: el mundo podía ser perfecto, pero Dios no.
En épocas antiguas, sólo los estoicos panteístas consideraban que la divinidad era perfecta, precisamente porque la identificaban con el mundo. Cicerón escribió en De natura deorum (Sobre la naturaleza de los dioses) que el mundo «abarca... en sí mismo todos los seres... Y qué podría ser más absurdo que negar la perfección a un ser que lo abarca todo... Además del mundo, no hay nada que no carezca de algo y que sea armonioso, perfecto y acabado en todos los aspectos...».

### Etapa escolástica
En un momento determinado, la filosofía griega se unió a la religión de los cristianos: el concepto abstracto de causa primera se vinculó con el concepto religioso de Dios, el primum movens se identificó con el Creador, lo absoluto con la Persona divina. En la Persona del Creador se descubrieron rasgos de una existencia absoluta: Él era inmutable, atemporal. La existencia absoluta asumió los atributos de una persona: era buena, omnipotente, omnipresente. La teología cristiana unió los rasgos de la primera causa en la Metafísica de Aristóteles con los del Creador en el Libro del Génesis, pero los atributos de Dios no incluían la perfección, pues un ser perfecto debe ser finito; sólo de un ser así se podría decir que no le faltaba nada.
Había otra razón para la negación de la perfección a Dios, en una rama de la teología cristiana que estaba bajo la influencia de Plotino. En esta visión, el absoluto del cual deriva el mundo no puede ser comprendido en términos de conceptos humanos, ni siquiera los más generales y trascendentes. Ese absoluto no sólo no era materia, sino que tampoco era espíritu, ni idea; era superior a estas. Superó cualquier descripción o elogio, era incomprensible e inefable, estaba más allá de todo lo que podemos imaginar, incluida la perfección.
La filosofía cristiana medieval sostenía que el concepto de perfección podía describir la Creación, pero no era apropiado para describir a Dios. Tomás de Aquino, indicando que seguía a Aristóteles, definió una cosa perfecta como aquella que «posee aquello de lo que, por su naturaleza, es capaz». También en Suma teológica escribió: «Es perfecto aquello a lo que no le falta nada de la perfección que le es propia». Así pues, había en el mundo cosas perfectas e imperfectas, más perfectas y menos perfectas. Dios permitió imperfecciones en la Creación cuando eran necesarias para el bien del conjunto y para el hombre era natural ir gradualmente de la imperfección a la perfección.
Duns Scoto comprendió la perfección de un modo aún más sencillo y mundano: «La perfección es aquello que es mejor tener que no tener». No era un atributo de Dios, sino una propiedad de la creación: todas las cosas participaban de ella en mayor o menor grado. La perfección de una cosa dependía del tipo de perfección para la que era elegible. En general, era perfecto aquello que había alcanzado la plenitud de las cualidades posibles para ello. Por lo tanto, «todo» y «perfecto» significaban más o menos lo mismo (totum et perfectum sunt quasi idem).

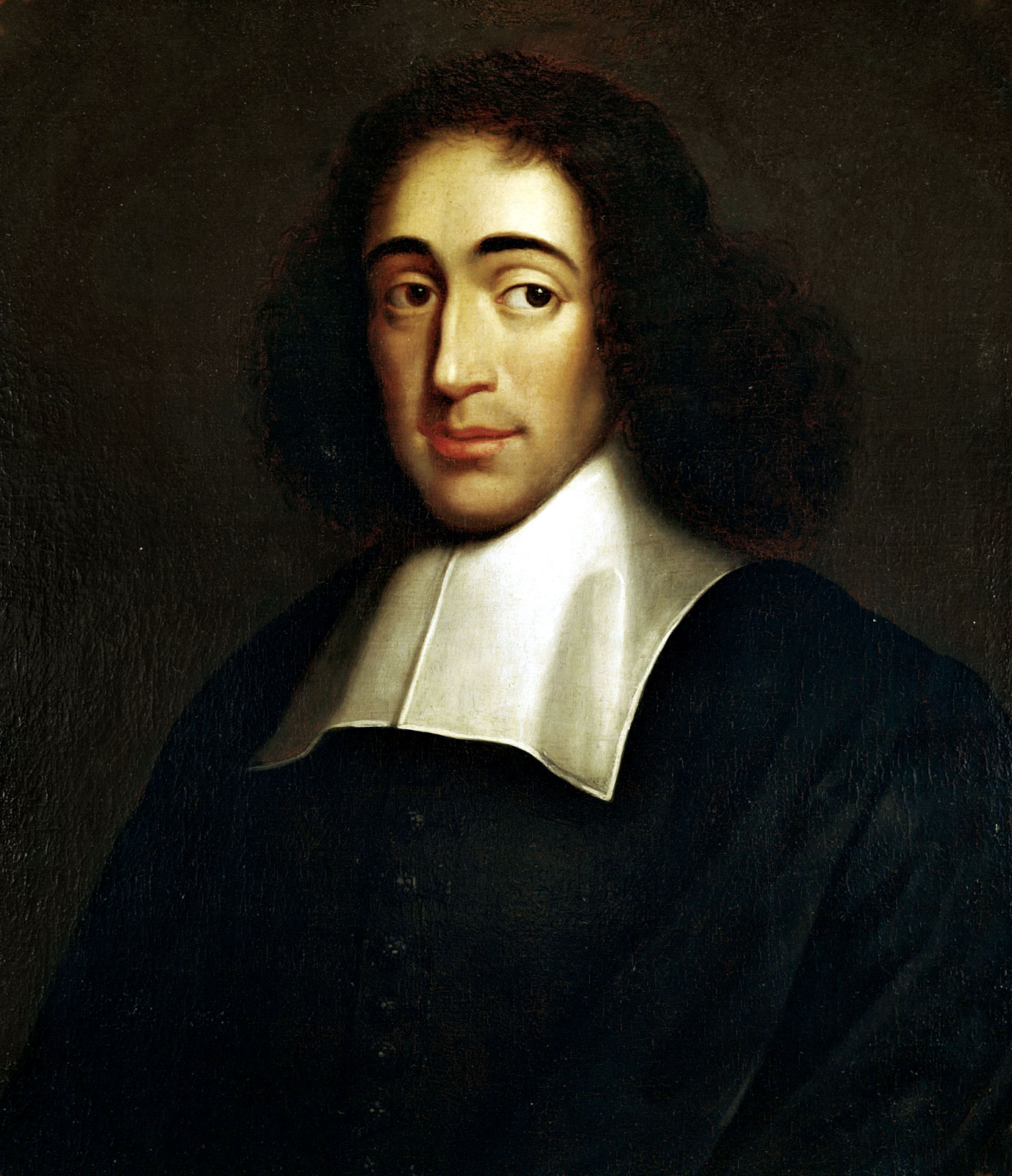
Spinoza

Se trataba de un concepto teleológico, pues implicaba un fin (meta o propósito). Dios creó cosas que sirvieron para ciertos propósitos, creó incluso esos propósitos, pero Él mismo no sirvió para ningún propósito. Como Dios no era finito, no podía ser llamado perfecto: pues el concepto de perfección servía para describir cosas finitas. La perfección no era un concepto teológico, sino ontológico, porque era una característica, en algún grado, de cada ser. El pensador del siglo IX Pascasio Radberto escribió: «Todo es tanto más perfecto cuanto más se parece a Dios». Sin embargo, esto no implica que Dios mismo sea perfecto.

### Ilustración
El concepto de perfección, como atributo de Dios, entró en la teología sólo en los tiempos modernos, a través de René Descartes, y en plural, como las «perfecciones» de Dios.
Después de Descartes, el concepto de perfección como concepto principal en la filosofía fue defendido por otros grandes pensadores del siglo XVII. Sin embargo, en la filosofía de Baruch Spinoza no había un Dios personal y la perfección se convirtió en una propiedad —incluso en un sinónimo— de la existencia de la realidad (es decir, de la esencia de las cosas).
Leibniz opinó: «Como afirma M. Descartes, la propia existencia es perfección». Añadió: «Llamo perfección a cualquier cualidad simple, si es positiva y absoluta, tal que, si expresa algo, lo hace sin límites».
Al mismo tiempo, Leibniz también interpretó la perfección, en su Monadología, de una manera completamente diferente: «Sólo es perfecto aquello que no tiene límites, es decir, sólo Dios». Este concepto perduraría durante todo el siglo XVII. Posteriormente, Immanuel Kant describiría la perfección como omnitudo realitatis («la omnitud de la realidad»). Así, la perfección, que durante la Edad Media podía ser una propiedad de cualquier ser individual, en la filosofía del siglo XVII se convirtió también, de manera preeminente, en una propiedad de Dios.
El alumno y sucesor de Leibniz, Christian Wolff, retomó este concepto de perfección, pero con una diferencia. Wolff atribuía la perfección no al ser en su conjunto, sino a sus componentes individuales. Puso como ejemplos un ojo que ve sin fallos y un reloj que funciona sin fallos. También distinguió variantes —perfectio simplex y composita, primaria y secundaria— y diferenció la magnitud de la perfección (magnitud perfeccionis).
Alexander Gottlieb Baumgarten, alumno de Wolff, derivó la perfección de las reglas, pero anticipó sus colisiones (regularum collisio), que conducían a excepciones (exceptio) y limitaban la perfección de las cosas. Baumgarten distinguió entre perfección simplex y composita, interna y externa, trascendentalis y accidentalis, y, postulando una construcción tan amplia, llegó a la conclusión de que «todo es perfecto».
En resumen, Wolff y sus alumnos habían regresado al concepto ontológico de perfección que habían utilizado los escolásticos. El concepto teológico de perfección sólo estuvo vigente desde Descartes hasta Leibniz, en el siglo XVII.
Por influencia de la escuela de Wolff, el concepto de perfección perduró en Alemania hasta el siglo XVIII. Sin embargo, en otros países occidentales, especialmente en Francia y Gran Bretaña, en ese siglo el concepto de perfección ya estaba en declive. Fue ignorado por la Grande Encyclopédie francesa.
La historia del concepto de perfección ha experimentado grandes evoluciones: desde «nada en el mundo es perfecto» hasta «todo es perfecto» y desde «la perfección no es un atributo de Dios» hasta «la perfección es un atributo de Dios».
Con la escuela de Christian Wolff todo había sido perfecto. Éste fue un momento singular en la historia del concepto ontológico de la perfección y, poco después, esa historia llegó a su fin.

## Conceptos
La discusión anterior muestra que el término «perfección» se ha utilizado para designar una variedad de conceptos:
- La palabra «perfección» tiene un significado especial en matemáticas, donde da un nombre propio a ciertos números que demuestran propiedades poco comunes.
- En física y química, «perfección» designa un modelo, una construcción conceptual para cuerpos que en realidad no corresponden exactamente al modelo.
- En otros lugares se utiliza el término «perfección» de acuerdo con la etimología de la palabra («perfecto» = «terminado»). Es perfecto aquello a lo que no le falta nada. Así se ha utilizado el término en ontología (un ser perfecto), ética (una vida perfecta) y medicina (salud perfecta). En estos campos el concepto se entiende indistintamente como modelo ideal o como aproximación real al modelo.
- También se llama «perfecto» aquello que consigue plenamente su propósito. Christian Wolff dio ejemplos de la biología (visión perfecta) y de tecnología (un reloj que no va ni lento ni rápido). Aquí la «perfección» es menos un modelo ficticio que una aproximación real al modelo.
- Esto es «perfecto», que cumple plenamente sus funciones. En el discurso social se habla de un artista, ingeniero o carpintero perfecto. El término se utiliza de forma similar en la crítica del arte, cuando se habla de la técnica perfecta o de la semejanza perfecta de un retrato. También aquí la «perfección» es el modelo ideal o la realización aproximada del modelo.
- En la estética y la teoría del arte, la perfección se atribuye a lo que es completamente armonioso, a lo que está construido de acuerdo con un principio único (por ejemplo, el Partenón, la Odisea).[47]
- En los negocios y la manufactura, la perfección es uno de los principios que sustentan el pensamiento racionalizado.[48]

A excepción del primer sentido, el matemático, todos estos conceptos de «perfección» muestran un parentesco y oscilan entre lo ideal y la aproximación.
Sin embargo, la expresión «perfecto» también se utiliza coloquialmente como superlativo («perfecto idiota», «perfecto sinvergüenza», «perfecta tormenta»). Aquí se confunde perfectum con excellens de tipo aprobatorio, admirativo o condenatorio.
La perfección también se ha interpretado como aquello que es lo mejor. En teología, cuando Descartes y Leibniz llamaron a Dios «perfecto», tenían en mente algo distinto de modelo, de aquello a lo que no le falta nada, de aquello que logra su propósito, de aquello que cumple sus funciones o de aquello que es armonioso.